# Eric Blom
Eric Blom (Amsterdam, 14 maart 1958) is een Nederlands televisieregisseur.

## Levensloop

### Opleiding
Blom ging naar de HAVO en vervolgens naar de pedagogische academie maar rondde deze niet af. Hierna ging hij naar de Nederlandse Filmacademie waar hij in 1989 afstudeerde.

### Loopbaan
Blom was eind jaren zeventig geluidstechnicus bij het Theater Instituut Nederland en vervolgens theatertechnicus voor diverse theaters in Nederland. Medio jaren tachtig was hij werkzaam bij de NOS als televisiebelichter. Zo werkte hij in 1982 mee aan de WK Allround dancing. Ook werkte als fotograaf voor diverse tijdschriften. 
Blom ging in de jaren negentig werken als televisieregisseur. Hij regisseerde programma's als onder meer Kinderen voor Kinderen, Het Sinterklaasjournaal, Tot op het bot, Koefnoen, Het Klokhuis en Sesamstraat. Voor zijn laatste programma ontving hij in 2010 de De Gouden Stuiver. Daarnaast regisseerde hij ook vele documentaires zoals Doodstil? Geluid is overal, The Doors in Amsterdam, Het geheim van het Noorden, Bonzend Hart en 25 jaar Rowwen Heze. In 2017 maakte hij over de MH-17 ramp de documentaire Rouwen en Leven. Verder componeert hij ook muziek voor verschillende films.

## Tv-programma's
- (1988) Het Klokhuis
- (1992) Onrust!
- (1992) Kinderen voor Kinderen 13
- (1993) Kinderen voor Kinderen 14
- (1994) Kinderen voor Kinderen 15
- (1994) Pinkpop
- (1996) Fort Alpha
- (1996) Onverwachte natuur
- (1998) Honk
- (1999) Paradisolife
- (2001) Het Sinterklaasjournaal
- (2002) Tot op het bot
- (2003) Bradaz
- (2005) Alziend oog
- (2005) Kamphues zoekt de grens
- (2005) Spraakmakende zaken
- (2006) Open huis in Sesamstraat
- (2009) Wie is mijn ex?